# 3 000 mètres steeple masculin aux Jeux olympiques d'été de 1976
Pour un article plus général, voir Athlétisme aux Jeux olympiques d'été de 1976.
Navigation
Munich 1972 Moscou 1980
L'épreuve du 3 000 mètres steeple masculin aux Jeux olympiques de 1976 s'est déroulée du 25 au 28 juillet 1976 au Stade olympique de Montréal, au Canada.  Elle est remportée par le Suédois Anders Gärderud qui établit en finale un nouveau record du monde en 8 min 8 s 02.

## Résultats

### Finale
| Rang               | Athlète              | Pays                 | Temps         | Notes |
| ------------------ | -------------------- | -------------------- | ------------- | ----- |
| Médaille d'or      | Anders Gärderud      | Suède                | 8 min 8 s 02  | WR    |
| Médaille d'argent  | Bronisław Malinowski | Pologne              | 8 min 9 s 11  |       |
| Médaille de bronze | Frank Baumgartl      | Allemagne de l'Est   | 8 min 10 s 36 |       |
| 4                  | Tapio Kantanen       | Finlande             | 8 min 12 s 60 |       |
| 5                  | Michael Karst        | Allemagne de l'Ouest | 8 min 20 s 14 |       |
| 6                  | Euan Robertson       | Nouvelle-Zélande     | 8 min 21 s 08 |       |
| 7                  | Dan Glans            | Suède                | 8 min 21 s 53 |       |
| 8                  | Antonio Campos       | Espagne              | 8 min 22 s 65 |       |
| 9                  | Dennis Coates        | Royaume-Uni          | 8 min 22 s 99 |       |
| 10                 | Henry Marsh          | États-Unis           | 8 min 23 s 99 |       |
| 11                 | Tony Staynings       | Royaume-Uni          | 8 min 33 s 66 |       |
| 12                 | Ismo Toukonen        | Finlande             | 8 min 42 s 74 |       |

## Légende
Records et Performances
- AR : Record continental (area record)
- CR : Record des championnats (championship record)
- MR : Record du meeting (meet record)
- NR : Record national (national record)
- OR : Record olympique (olympic record)
- PR : Record paralympique (paralympic record)
- PB : Record personnel (personal best)
- SB : Meilleure performance personnelle de la saison (season's best)
- WL : Meilleure performance mondiale de l'année (world leader)
- WJR : Record du monde junior (world junior record)
- WR : Record du monde (world record)

Circonstances et Conditions
- DNF : N'a pas terminé (did not finish)
- DNS : N'a pas pris le départ (did not start)
- DQ : Disqualification (disqualification)
- NM : Aucun essai valable enregistré (No Mark)
- Q : Qualifié « directement » au prochain tour (ou à la prochaine compétition), lors d'une compétition majeure, grâce au classement ou à la réalisation des minima (automatic qualifier)
- q : Qualifié au prochain tour (ou à la prochaine compétition), lors d'une compétition majeure, grâce au repêchage ou à la réalisation de l'une des meilleures performances parmi celles des « non qualifiés directement » (grâce au meilleur temps ou à la meilleure distance par exemple) (secondary qualifier)